# Ruagea insignis
Ruagea insignis là một loài thực vật có hoa trong họ Meliaceae. Loài này được (C. DC.) T.D. Penn. miêu tả khoa học đầu tiên năm 1981.